# 2021年東爪哇地震
2021年4月10日14时，印度尼西亞东爪哇省玛琅南部海域发生地震矩規模（MW）6.1级地震。地震震中位于南纬8.95度、东经112.48度，震源深度82.3公里，地震至少造成9人死亡，104人受伤。
印度尼西亚气象、气候和地球物理局一开始公布的MW6.7级，随后修正为6.1级。印尼並未因該次地震发布海啸预警。